# Ляховицкий, Владимир Наумович
Влади́мир Нау́мович Ляхови́цкий (имя при рождении Вульф Наумович Ляховицкий; 6 мая 1925, Смоленск — 7 февраля 2002, Регенсбург, Бавария) — советский и российский актёр театра и кино. Более 30 лет играл в Ленинградском театре миниатюр. Народный артист Российской Федерации (1999).

## Биография
Родился в 1925 году. В 1948 году окончил студию при Московском театре оперетты, а в 1951 году отделение музыкальной комедии в ГИТИСе.
До 1956 года работал в Ивановском театре Музыкальной комедии. Именно там его заметил Аркадий Райкин и пригласил Ляховицкого в свою труппу в Ленинград. В этом театре он часто выступал в дуэте с братом Райкина — Максимом Максимовым. Герои Ляховицкого разнообразны: с одной стороны это бюрократы, хамы, хапуги, но, с другой стороны, — это слабые, робкие, нерешительные люди.
В 1990-е годы Ляховицкий, которому было уже за шестьдесят, выступал сольно, играл в Театре киноактёра, снимался в видеоклипах.
Во второй половине 1990-х Ляховицкий все реже и реже стал выходить на сцену, а в 2000 году перебрался жить в Германию, в баварский город Регенсбург, где с 1990 года жила его дочь Нина. Там же он и скончался 7 февраля 2002 года.

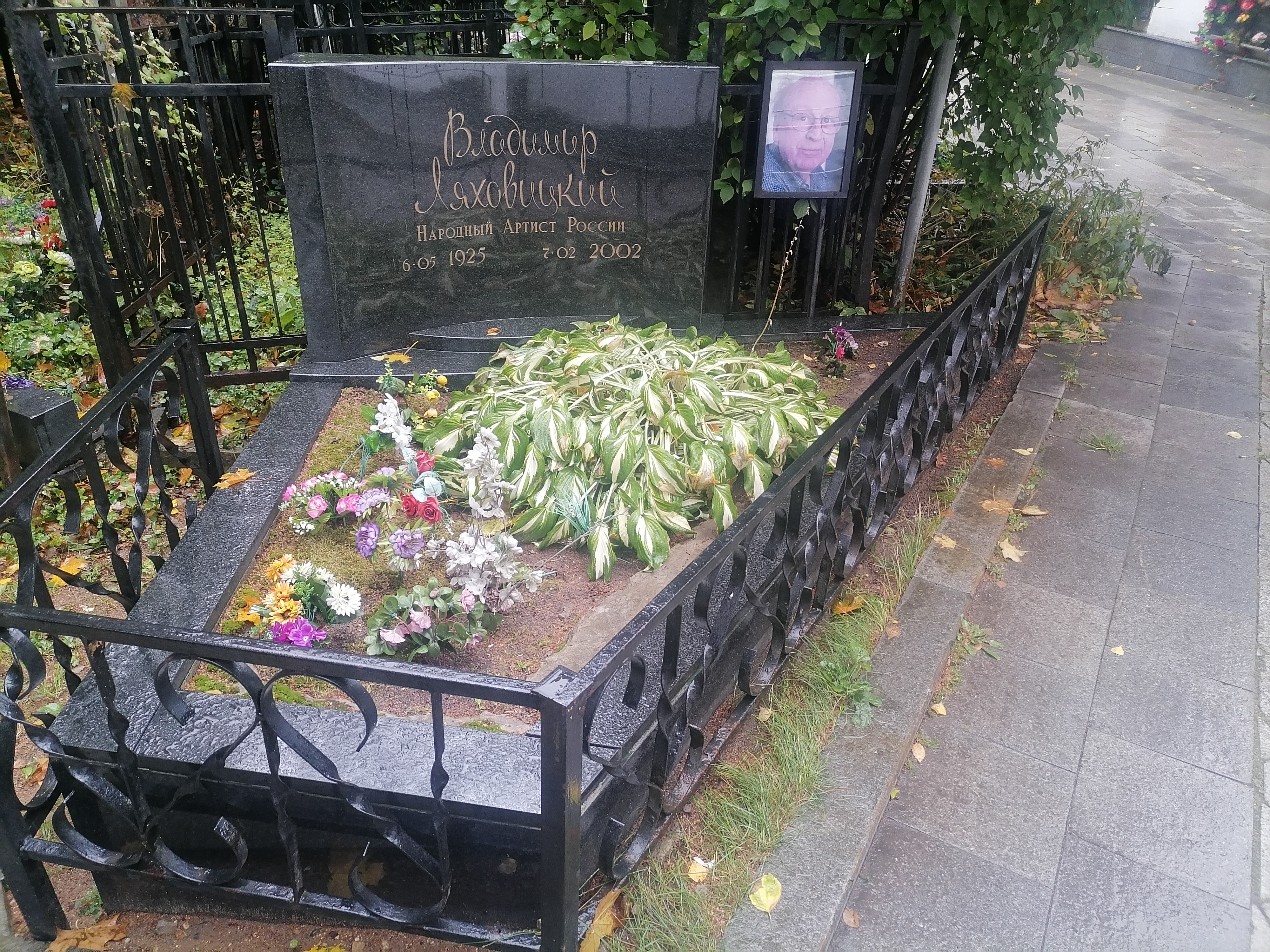
Могила на Ваганьковском кладбище

Похоронен на Ваганьковском кладбище (25 уч.).

## Карьера в театре

### Ивановский театр Музкомедии (1951—1956)
- «Вольный ветер» — Янко
- «Сильва» — Бони
- «Фиалка Монмартра» — Фраскати

### Ленинградский театр эстрады и миниатюр
- «Авас» — миниатюра (совместно с М. Максимовым)
- Люди и манекены

## Карьера в кино
- 1975 — Люди и манекены
- 1979 — Летучая мышь
- 1979 — Трое в лодке, не считая собаки — джентльмен, заблудившийся в лабиринте
- 1985 — Золотая рыбка (телеспектакль) — Кольцов
- 1994 — Курочка Ряба — покупатель яиц
- 1994 — Третий не лишний — (капитан на теплоходе)
- 1995 — Крестоносец — адвокат
- 2000 — 24 часа — Латыпов